# Pussy Riot
Pussy Riot (signifiant littéralement « émeute de chattes », en anglais) est un groupe de punk rock féministe russe, originaire de Moscou. Formé en 2011, le collectif organise à Moscou des performances artistiques non autorisées pour promouvoir les droits des femmes en Russie et, en 2012, pour s’opposer à la campagne du Premier ministre Vladimir Poutine en vue de l’élection présidentielle.
À la suite d'une exhibition jugée profanatoire (« prière punk ») dans une église orthodoxe, trois d'entre elles sont condamnées le 17 août 2012 à deux ans d'emprisonnement en camp de travail pour vandalisme et incitation à la haine religieuse. Ekaterina Samoutsevitch est libérée en septembre 2012. Nadejda Tolokonnikova et Maria Alekhina retrouvent la liberté en décembre 2013.

## Performances et influences

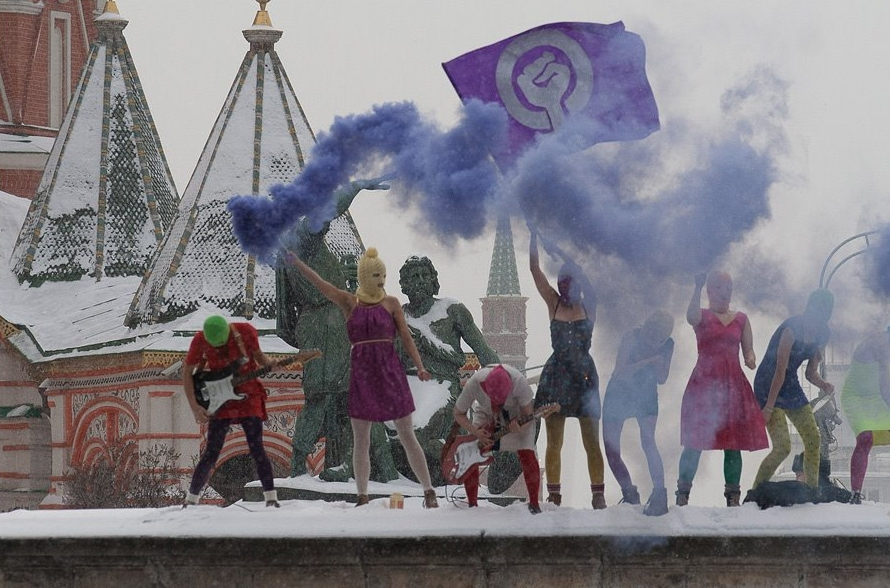
Concert sur la place Rouge le 20 janvier 2012.

Leurs tenues habituelles sont constituées de robes légères et de collants, même par grand froid, et leurs visages sont cachés par des cagoules colorées, à la fois pendant leurs concerts et pendant les entrevues. Le collectif est constitué d'une dizaine de chanteuses et d'une quinzaine de personnes qui s'occupent de l'aspect technique de production des vidéos qui sont publiées sur Internet. Le groupe dit s'inspirer du groupe de punk rock américain Bikini Kill et du mouvement riot grrrl des années 1990.
Certains membres du groupe sont liés aux activistes du groupe Voïna dont Nadejda Tolokonnikova qui s'est déshabillée et a participé à une séance filmée de relations sexuelles réelles en groupe et en public à l'intérieur du musée zoologique de Moscou, dans le cadre d'une action anti-Medvedev. L'activité de ce collectif résonne avec celle de l'actionnisme viennois, et plus particulièrement de Günter Brus. Mais c'est surtout dans l'idéologie d'Oleg Kulik que Voïna et Pussy Riot tirent l'essentiel de leur inspiration.

## Protestation et condamnation

### Arrestation et procès
| Les Pussy Riot au tribunal, de gauche à droite : Nadejda Tolokonnikova, Maria Alekhina, et Ekaterina Samoutsevitch. |  | Les Pussy Riot au tribunal, de gauche à droite : Nadejda Tolokonnikova, Maria Alekhina, et Ekaterina Samoutsevitch. |  | Les Pussy Riot au tribunal, de gauche à droite : Nadejda Tolokonnikova, Maria Alekhina, et Ekaterina Samoutsevitch. |
| Les Pussy Riot au tribunal, de gauche à droite : Nadejda Tolokonnikova, Maria Alekhina, et Ekaterina Samoutsevitch. |  | |  | |

Trois jeunes femmes de ce groupe sont placées en détention provisoire en mars 2012 pour avoir, selon la justice russe, profané l'autel de la cathédrale du Christ-Sauveur de Moscou le 21 février 2012, en exécutant, encagoulées, avec guitares et sonorisation, un « Te Deum punk » particulièrement iconoclaste, intitulé Marie mère de Dieu — chasse Poutine !. Les paroles de la chanson sont entre autres « Sainte Marie mère de Dieu, deviens féministe », « merde, merde, merde du Seigneur », « la Gay Pride est envoyée en Sibérie » et « chasse Poutine ».
Cinq femmes du groupe ont participé à cette action, mais seules trois d’entre elles ont été arrêtées par la police (les deux autres étant toujours recherchées) : Nadejda Tolokonnikova, Ekaterina Samoutsevitch et Maria Alekhina, âgées respectivement de 22, 29 et 24 ans au moment des faits. Elles encouraient jusqu’à sept ans de détention pour « hooliganisme ». Le 17 août 2012, elles ont toutes les trois été condamnées à deux ans de détention en camp pour « vandalisme motivé par la haine religieuse ». Garry Kasparov, membre de l'opposition au gouvernement, présent à l'extérieur du tribunal, a été arrêté par la police. Les trois condamnées ont refusé de demander la grâce présidentielle mais ont fait appel le 27 août 2012. Au terme de cet appel, Ekaterina Samoutsevitch, dont la peine est transformée en condamnation avec sursis, est libérée, les deux autres femmes voient leur condamnation confirmée. Le 19 décembre 2013, le président russe Vladimir Poutine annonce la libération prochaine des deux dernières prisonnières.
Un sondage effectué au moment du procès et alors que le verdict n'était pas connu (entre le 10 et le 13 août 2012) par le Centre Levada indique que 44 % des Russes interrogés considéraient ce procès comme étant juste, impartial et objectif, 17 % pensaient le contraire et 39 % ne se prononçaient pas,,.

### Réactions

#### De l'Église orthodoxe russe

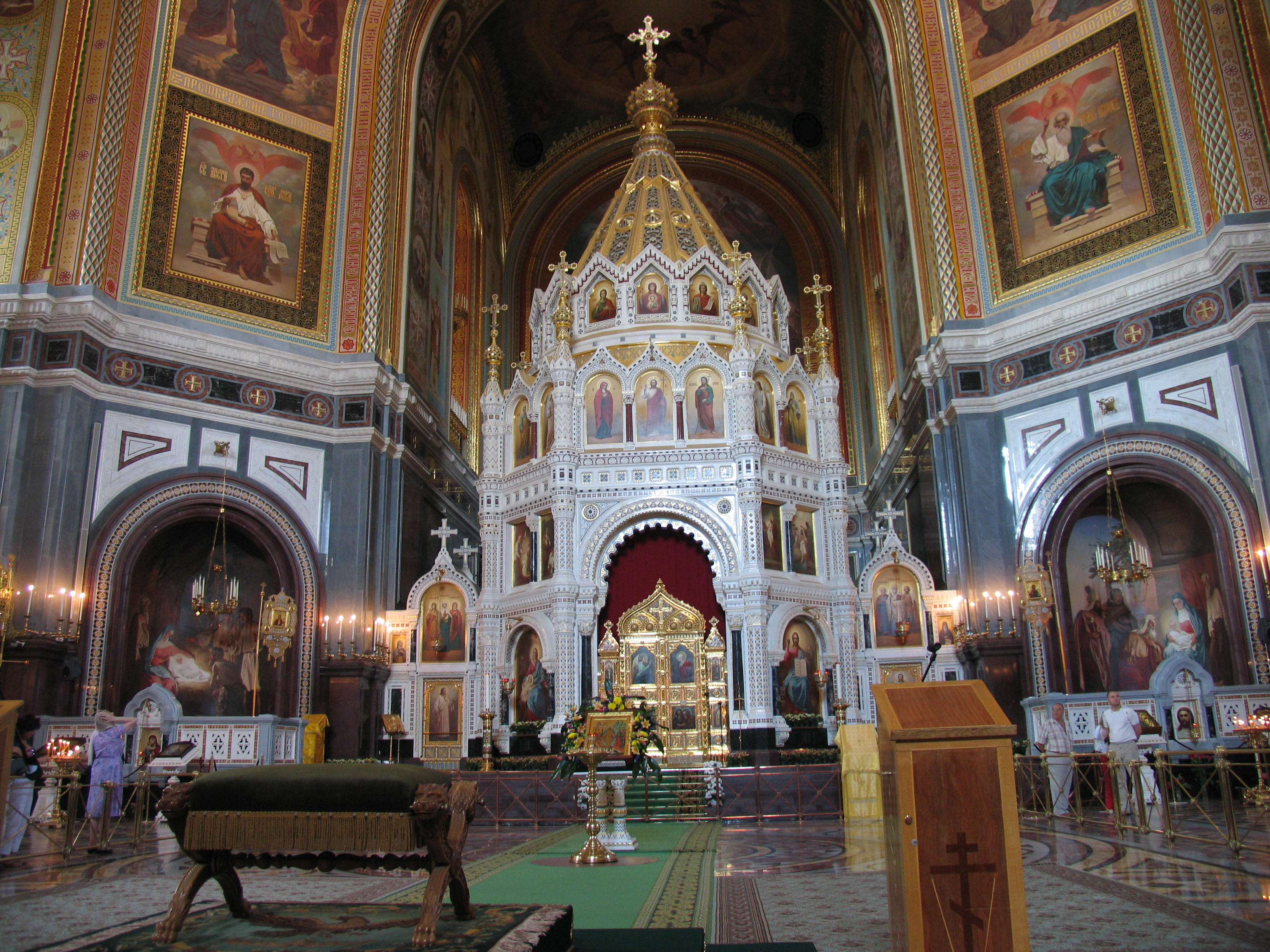
Intérieur de la cathédrale du Christ-Sauveur.

Après ce qui est considéré par certains comme une profanation, des proches du pouvoir tels que Vladimir Loukine, délégué aux droits de l’Homme auprès du Kremlin à l'époque de Medvedev, qualifient ses auteurs de « polissonnes » contre lesquelles il faut cependant réagir en chrétien. L'Église orthodoxe russe, directement concernée par cette provocation, réagit plus fermement. Une pétition transmise aux paroissiens de Moscou demande la condamnation de Pussy Riot pour « incitation à la haine religieuse », en dénonçant également ceux qui ont diffusé des informations sur leur action : « Nous demandons l’arrestation de ceux qui ont, d'une manière ou d’une autre, organisé cette action, y ont participé ou encore ont relayé des informations aux médias la concernant, incitant à la haine religieuse et bafouant la dignité humaine garantie par la loi 282 du code pénal russe. » La pétition a été critiquée par une partie des croyants qui considèrent que les membres de Pussy Riot doivent être jugées mais ne méritent pas une peine d'emprisonnement. Le patriarche Cyrille a qualifié leur action de « sacrilège » et le porte-parole du patriarcat, Vsevolod Tchapline (ru), a estimé que les jeunes femmes avaient commis un « crime pire qu'un meurtre » et devaient être « punies ».

#### Réactions diplomatiques et politiques
Si le département d’État américain s'est dit « préoccupé » pour la liberté d'expression en Russie, les capitales européennes fustigent une sentence « particulièrement disproportionnée ». Angela Merkel a critiqué une peine de prison « démesurée » qui « n'est pas en harmonie avec les « valeurs européennes » d'État de droit et de démocratie pour lesquelles la Russie s'est prononcée en tant que membre du Conseil de l'Europe. » Elles ont également reçu le soutien du maire de Reykjavik Jón Gnarr, et Kerry McCarthy, une députée britannique ayant assisté au procès, qui a affirmé qu'il faut continuer « le combat pour la « liberté » d'expression ». Najat Vallaud-Belkacem, ministre des Droits des femmes et porte-parole du gouvernement français, a twitté que « l’impertinence ne devrait jamais amener en prison ».
Le 20 août 2012, le Parti communiste français fait part de sa « consternation face à une peine aussi lourde dont la vocation manifeste est de chercher à freiner un mouvement de protestation populaire et d’aspirations démocratiques qui grandit en Russie »,.
Le Premier ministre russe, Dmitri Medvedev, déclare, lors d'une rencontre avec les responsables de Russie unie le 12 septembre : « La punition qu'elles ont déjà subie, leur détention dans les conditions d'une prison pendant un temps significatif, est tout à fait suffisante pour qu'elles réfléchissent à ce qui s'est passé, par bêtise ou pour d'autres raisons. […] Leur maintien en détention me paraît inutile. » En revanche, le président russe Vladimir Poutine a approuvé la décision du tribunal et a déclaré sur la chaîne NTV le 7 octobre 2012 : « En fait, il est correct qu'elles aient été arrêtées et il est correct que le tribunal ait pris une telle décision. Car il ne faut pas saper les fondements de la morale, détruire le pays. Que nous reste-t-il, sinon ? »

#### Personnalités du monde artistique

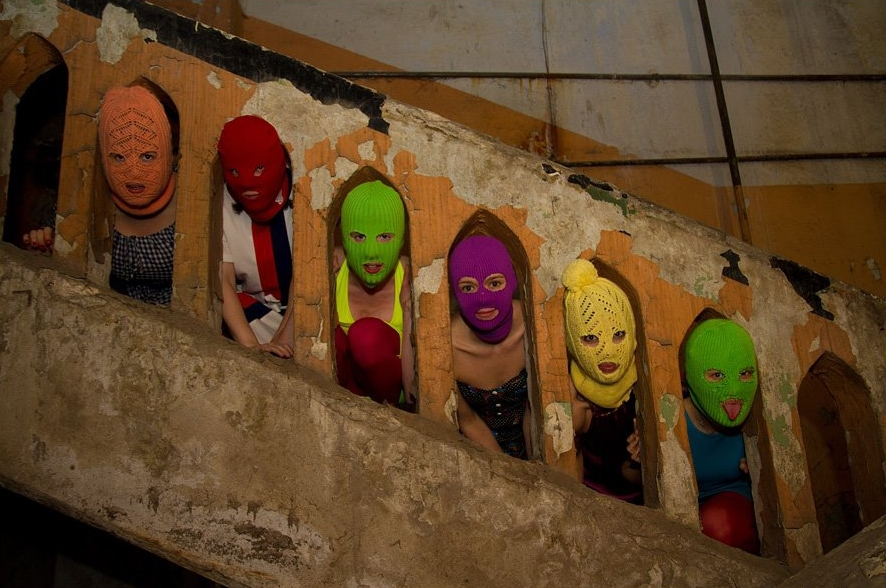
Six des sept membres des Pussy Riot.

En juillet 2012, le sociologue Alek D. Epstein a publié un album de travaux artistiques créés par de nombreux artistes russes en soutien à Pussy Riot, intitulé L’Art sur les barricades : « Pussy Riot », L’Expo Autobus et l’activisme artistique de protestation. Elles ont été considérées comme des prisonnières d'opinion par Amnesty International.
La chanteuse française Mireille Mathieu, qui était invitée du Festival international de musique militaire de Moscou, s'est démarquée des soutiens occidentaux au groupe des Pussy Riot en adoptant un point de vue critique. Elle a dit lors d’un entretien à la chaîne russe TV Centre — et dont une partie a été coupée « par erreur » selon la chaîne : « Je pense que ces jeunes filles ont été un peu inconscientes, car choisir une église n’est pas un lieu pour pouvoir manifester, on peut toujours manifester autrement, une église étant un lieu de recueillement, c’est un sacrilège. En tant que femme, artiste et chrétienne, je demande l’indulgence pour ces trois jeunes filles. » De même pour la chanteuse Valeria, qui condamne sans appel les outrages des Pussy Riot, qualifiées de « hooligans de la rue ».

#### Soutiens internationaux

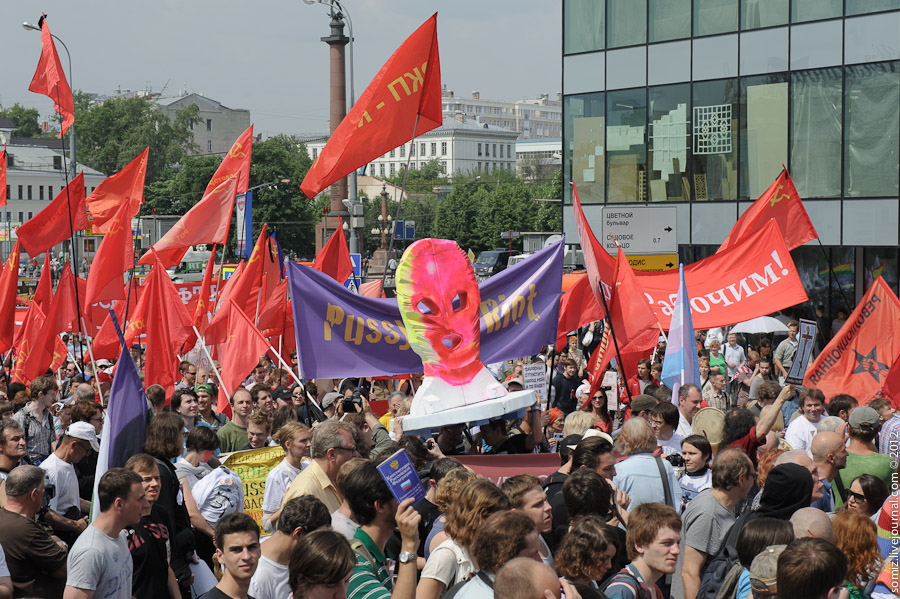
Manifestations de juin 2012 à Moscou, Russie.

Les accusées ont reçu de nombreux encouragements et soutiens de la part de musiciens internationaux principalement anglo-saxons, tels que Serj Tankian, Kate Nash, Peter Gabriel, Cornershop, Faith No More, Alex Kapranos du groupe Franz Ferdinand, Neil Tennant du groupe Pet Shop Boys, Patti Smith, The Beastie Boys, Refused, Zola Jesus, Die Antwoord, Jarvis Cocker, Pete Townshend, The Joy Formidable, Peaches, Madonna, Genesis, Tegan and Sara, Johnny Marr, Courtney Love, Iiro Rantala, Propagandhi, Anti-Flag, Rise Against, Corinne Bailey Rae, Peter Hammill, Kathleen Hanna, Björk, Paul McCartney, Yoko Ono, Warren Kinsella, Kiss (dont le chanteur estime cependant que Pussy Riot « n'est pas un bon groupe »), ainsi que du comédien britannique Stephen Fry. Le poète français Serge Pey a publié un texte dans le numéro 3 de la revue GRUPPEN et a effectué une série de récitals pour demander la libération de Nadejda Tolokonnikova aux Parvis poétiques de Paris, accompagnés de l'artiste sarde Chiara Mulas, voir aussi "Du chant au camp" de F.Urban-Menninger publié par le Pan Poétique des Muses.

#### Mouvements protestataires et ONG internationales
Le 17 mars 2012, dans le mouvement de soutien dans le monde, Russie-Libertés organise plusieurs manifestations en France à Paris, Lyon, Marseille, Montpellier et Nice.
Le 5 août 2012, Teivo Teivainen (en), professeur à l'université d'Helsinki, a tenté d'imiter l'action des Pussy Riot à la cathédrale Ouspenski, en amenant d'abord un bidon rempli d'urine pour le déverser à l'intérieur du lieu de culte, mais l'entrée lui a été interdite et il a alors organisé une manifestation dans la rue aux abords de l'édifice avec des Finlandaises masquées, ce qui lui vaudra d'être poursuivi en justice par des défenseurs des droits de l'homme et des personnalités publiques, tandis que le recteur de l'université Thomas Wilhelmsson (fi) demandera sa démission.
Le 17 août 2012, à Marseille, des manifestants pro-Pussy Riot ont été interpellés et verbalisés par la police pour avoir masqué leurs visages,, en application de la loi anti-burqa et du décret anti-cagoule. Le même jour (17 août 2012) à Kiev, une militante féministe ukrainienne de FEMEN, Inna Chevtchenko, voulant protester contre la décision du tribunal, a scié à la tronçonneuse une croix catholique érigée en mémoire des victimes du stalinisme. Le 26 juillet, une militante de ce mouvement, seins nus et avec les mots en anglais « Kill Kirill » (« Tuez Cyrille ») écrits en lettres noires sur son dos, s'était jetée sur le patriarche orthodoxe en visite en Ukraine. Le 19 août 2012, deux hommes et une femme portant des cagoules colorées ont été arrêtés pour avoir perturbé une messe dans la cathédrale de Cologne en criant « Libérez les Pussy Riot ». L'Église catholique a porté plainte contre elles pour « trouble à l'ordre public » et « atteinte à la liberté de culte ». Elles risquent une peine maximale de trois ans d'emprisonnement.
Le 21 août 2012, des pirates se réclamant du collectif Anonymous ont réalisé un défacement du site web du tribunal russe où le jugement a été prononcé,,.

#### Presse internationale
En France, le 17 août 2012, un article de Libération titre « Les artistes français aphones », regrettant que, « mis à part une pâle pétition, le milieu culturel ne réagi[sse] pas à l’affaire ». Le 28 août 2012, 15 célébrités françaises, sollicitées par L'Humanité, apportent leur soutien au groupe de chanteuses. La presse européenne, elle, critique ce qu'elle estime être une dérive du gouvernement russe. Dans un article paru le 18 août 2012, le journal français Le Monde, condamnant sans détour le verdict, écrit : « Au XXIe siècle, la Russie de Poutine renoue avec l'Inquisition ».

### Condamnation de la Russie par la Cour européenne des droits de l'Homme
Dans un jugement du 17 juillet 2018, la Cour européenne des droits de l'homme, saisie par Maria Alekhina, Nadejda Tolokonnikova et Iékaterina Samoutsevitch, a considéré la fédération de Russie était responsable à leur encontre de traitements dégradants et de violation de la liberté d’expression et a condamné la Russie à verser jusqu’à 16.000 euros de dommage moral à chacune des Pussy Riot. Les deux arrêts de la CEDH sont susceptibles de faire l’objet d’appel,,.

### Affaires collatérales
Le 29 août 2012, deux femmes, une mère de 76 ans et sa fille de 38 ans, portant « de nombreuses traces de blessures au couteau » sont découvertes mortes dans un appartement à Kazan, la capitale du Tatarstan, avec, écrit en anglais sur un mur avec du sang : « Free Pussy Riot » (« Libérez les Pussy Riot »). L’avocat du groupe, Nikolaï Polozov, a déclaré à l’agence Interfax, « Ce qui s’est passé à Kazan est une triste et honteuse provocation. C’est bien dommage que des dégénérés utilisent le nom des Pussy Riot pour de tels faits », espérant que la police retrouverait rapidement « ces monstres ».

## Événements ultérieurs
Le 18 février 2014, deux membres des Pussy Riot, Nadejda Tolokonnikova et Maria Alekhin, ont été interpellées dans le centre de Sotchi, en plein jeux olympiques d'hiver. Selon la police locale, elles ont été interrogées à la suite d'un vol avec effraction dans l’hôtel où elles logent puis relâchées plusieurs heures après. L'interpellation est estimée comme « ridicule » par Tania Lokchina, membre de l’ONG Human Rights Watch à Moscou. Le lendemain, toujours au centre de Sotchi, 6 de ces membres — cinq femmes et un homme — ont tenté de réaliser une performance artistique visant Vladimir Poutine. Ils ont été frappés à coups de fouet et aspergés de gaz lacrymogènes. Selon The Guardian, la police n'a finalement procédé à aucune arrestation.
À la 53e minute de la finale de la Coupe du monde de football de 2018, le 15 juillet 2018, trois membres des Pussy Riot font irruption sur le terrain et interrompent ainsi la rencontre pendant deux minutes. Dans un communiqué publié ultérieurement, le groupe s'explique sur ses raisons et déclare notamment réclamer la mise en liberté du cinéaste Oleh Sentsov. Le lendemain, la presse russe annonce que quatre personnes (les trois de l'irruption plus une) seront poursuivies par les autorités et le groupe affirme que certains de ses membres encourent quinze jours de prison. Le 17 juillet 2018, Veronika Nikoulchina, Olga Pakhtoussova, Piotr Verzilov et Olga Kouratcheva sont reconnus coupables d'avoir « gravement enfreint les règles du comportement des spectateurs » et condamnées à 15 jours de prison ainsi qu'à une interdiction d'assister à des événements sportifs pour trois ans.

## Films documentaires
La chaîne américaine HBO achète les droits de télévision pour un film nommé Pussy Riot - Une prière punk au festival de Sundance. Le film, réalisé et produit par Mike Lerner et Maxim Pozdorovkin, a fait sa première mondiale le 18 janvier 2013. Lerner déclare : « C'est l'une des histoires de la décennie », « C'est le féminisme à l'essai ». Le film reçoit le prix spécial du jury au festival du film de Sundance.
Les Pussy Riot apparaissent également dans le film documentaire russe de 2012 Winter, Go Away! (en russe : Zima, ukhodi!, Зима, уходи!). Le film, tourné par dix étudiants sous la direction de la réalisatrice Marina Razbejkina, présente les événements qui se produisent en 2012 lors des élections présidentielles. Une des séquences concernant les Pussy Riot montre leur interpellation lors de leur mouvement de protestation dans la cathédrale du Christ-Sauveur à Moscou. Le 29 mai 2013, à l'issue de la projection du film présenté en compétition au Parlement européen à Bruxelles lors du festival One World, deux membres des Pussy Riot participent au débat portant sur les droits de l'Homme en Russie, débat auquel participait Martin Schulz, président du Parlement européen.
Le 19 septembre 2023, France Télévisions diffuse un documentaire intitulé Pussy Riot, rage against Poutine.

## Apparitions
En 2015, les Pussy Riot apparaissent dans leur propre rôle dans un épisode de la 3e saison de la série House of Cards, pour laquelle elles enregistrent une chanson originale Don’t Cry Genocide. La chanson est diffusée durant le générique de fin de cet épisode.

## Discographie
- 2012 : Убей сексиста (« Tue le sexiste »)
- 2016 : Larus (« Чайка ») - inspiration du film Chaika[81]